# Steph Cha

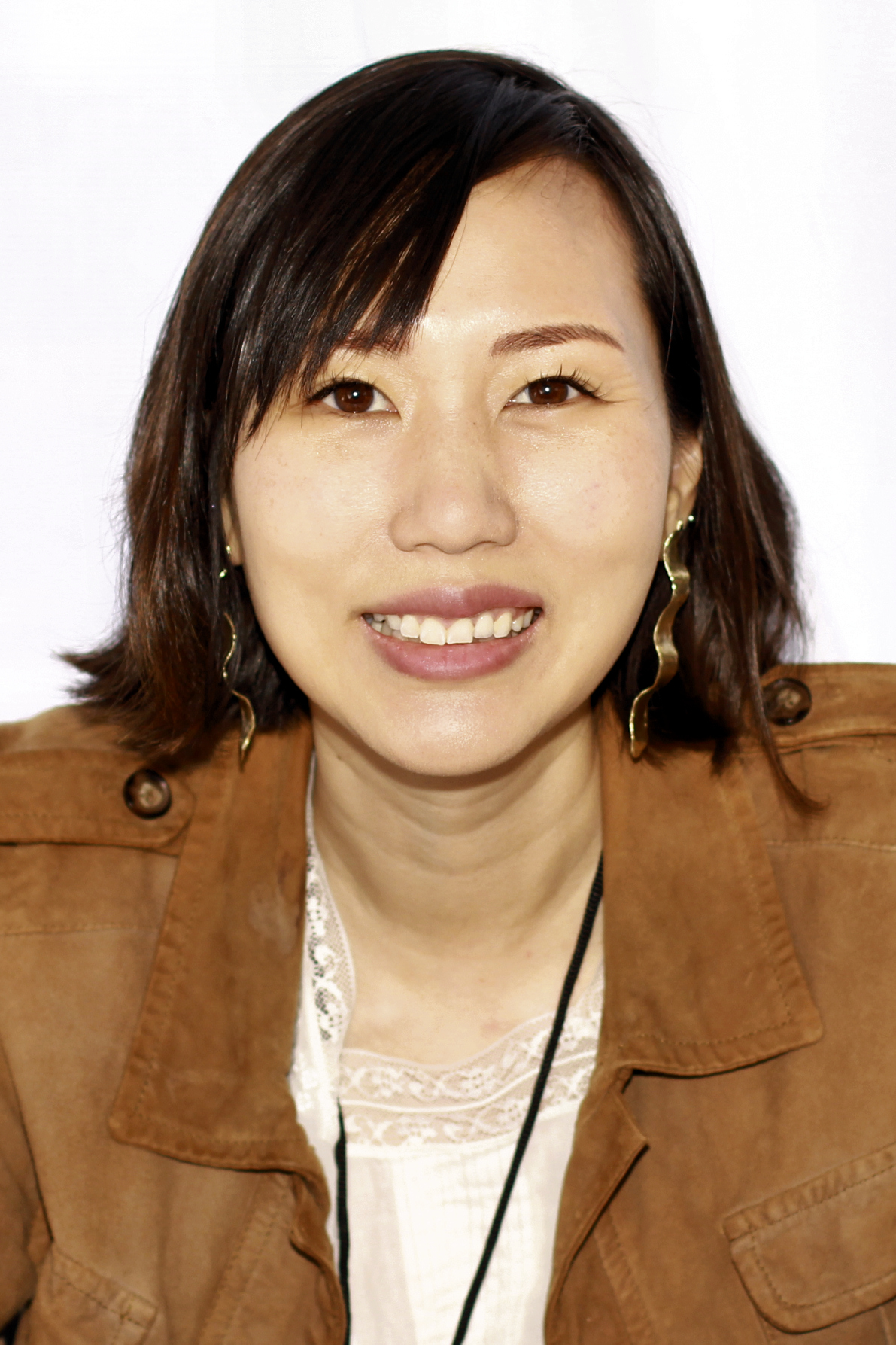
Steph Cha 2019 beim Texas Book Festival

Steph Cha (* 1986 in Van Nuys im San Fernando Valley (Kalifornien)) ist eine koreanisch-US-amerikanische Schriftstellerin, Redakteurin und Kritikerin, deren Arbeiten in der Los Angeles Times, bei USA Today und der Los Angeles Review of Books erschienen.

## Leben und Herkunft
Die Anwaltstochter wuchs mit ihren Eltern und zwei jüngeren Brüdern teils im San Fernando Valley auf, teils in Encino, einem Stadtteil von Los Angeles. Sie besuchte die Harvard-Westlake School in Studio City. Cha absolvierte die Stanford University, wo sie Anglistik und Ostasienwissenschaften studierte, und an der Yale Law School erlangte sie den Juris-Doctor-Abschluss. Die Noir-Romane von Raymond Chandler inspirierten sie, selbst Romane zu schreiben.

## Publikationen
Novellen
Im Jahr 2013 veröffentlichte Cha ihren ersten Juniper-Song-Krimi, Follow Her Home, bei Minotaur Books, einem Imprint der St. Martin's Press und Macmillan Publishers. Das Buch erhielt positive Rezensionen von der Los Angeles Times, Kirkus Reviews, Publishers Weekly, Library Journal, Hyphen Magazine, KoreAm Journal und anderen Publikationen. Die Fortsetzung Beware Beware erschien im Jahr 2014, ebenfalls bei Minotaur Books. Der dritte Roman der Reihe, Dead Soon Enough, wurde 2015 bei Minotaur Books veröffentlicht.
Romane
Für ihren 2019 in den USA veröffentlichten Roman Your House Will Pay gewann sie den Los Angeles Times Book Prize. Das Buch erschien 2020 auf Deutsch unter dem Titel Brandsätze.
Weitere Schriften
Freiberuflich publizierte Cha Buchbesprechungen und Texte zum Thema Ernährung („food writings“) für die Los Angeles Times (als Restaurantscout und eine Art Schützling des mit dem Pulitzer-Preis ausgezeichneten Lebensmittelkritikers Jonathan Gold (1960–2018)). Für das Trop Magazine schrieb sie Humorstücke und für die Winter 2013 Fiction Edition der Los Angeles Review of Books veröffentlichte sie eine Kurzgeschichte mit dem Titel Treasures in Heaven.
Cha hat einem Interview der Los Angeles Times zufolge mehr als 2.400 Rezensionen für das US-amerikanische Internetunternehmen Yelp geschrieben, und laut einem weiteren Interview mit der literarischen Online-Zeitschrift The Rumpus hielt sie mehr als sechs Jahre hintereinander den Titel „Elite-Rezensentin“.

## Privatleben
Steph Cha lebt mit ihrem Ehemann und zwei Bassets in Los Angeles.

## Bibliographie

### Juniper-Song-Krimis
- Follow Her Home. Minotaur Books, New York 2013, ISBN 978-1-250-00962-3
- Beware Beware. Minotaur Books, New York 2014, ISBN 978-1-250-04901-8
- Dead Soon Enough. Minotaur Books, New York 2015 ISBN 978-1-250-06531-5

### Andere Romane
- Your House Will Pay. Ecco Press, New York 2019, ISBN 978-0-571-34822-0
  - dt.: Brandsätze. ars vivendi Verlag, Cadolzburg, 2020, ISBN 978-3-7472-0115-2